# Heather McDermid
Heather Jane McDermid (Calgary, 17 de octubre de 1968) es una deportista canadiense que compitió en remo.
Participó en dos Juegos Olímpicos de Verano, obteniendo dos medallas, plata en Atlanta 1996 y bronce en Sídney 2000, en la prueba de ocho con timonel. Ganó una medalla de bronce en el Campeonato Mundial de Remo de 1999, en el ocho con timonel.

## Palmarés internacional
| Juegos Olímpicos   | Juegos Olímpicos         | Juegos Olímpicos  | Juegos Olímpicos |
| Año                | Lugar                    | Medalla           | Prueba           |
| ------------------ | ------------------------ | ----------------- | ---------------- |
| 1996               | Atlanta (Estados Unidos) | Medalla de plata  | Ocho con timonel |
| 2000               | Sídney (Australia)       | Medalla de bronce | Ocho con timonel |
| Campeonato Mundial |                          |                   |                  |
| Año                | Lugar                    | Medalla           | Prueba           |
| 1999               | St. Catharines (Canadá)  | Medalla de bronce | Ocho con timonel |